# Huggvapen

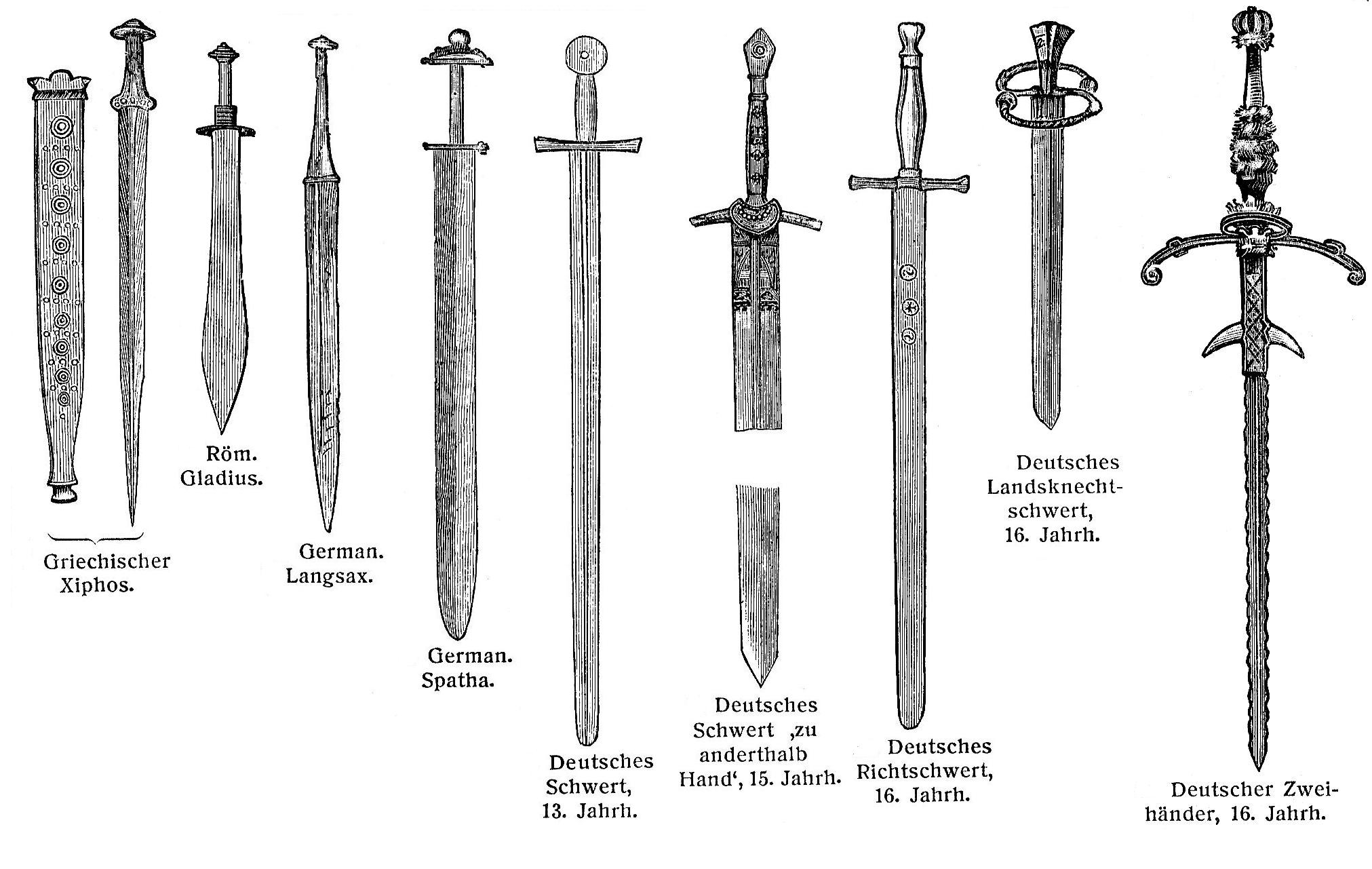
Olika svärdtyper.

Huggvapen är ett blankt stridsvapen avsett till hugg. Typiska huggvapen är sabel, svärd, stridsyxa. Sabeln och svärdet kan användas både som huggvapen och stickvapen.